# Parascarophis sphyrnae
A Parascarophis sphyrnae a Chromadorea osztályának a Spirurida rendjébe, ezen belül a Cystidicolidae családjába tartozó faj.
Nemének eddig egyetlen felfedezett faja.

## Tudnivalók
A Parascarophis sphyrnae nevű fonálféreg (Nematoda) az Atlanti-óceán északi felén élő közönséges pörölycápák (Sphyrna zygaena) élősködője.